# Кургаштамак
Кургаштамак (баш. Ҡурғаштамаҡ) — деревня в Благовещенском районе Республики Башкортостан Российской Федерации. Входит в состав Октябрьского сельсовета. 

## География

### Географическое положение
Расстояние до:
- районного центра (Благовещенск): 62 км,
- центра сельсовета (Осиповка): 15 км,
- ближайшей ж/д станции (Загородная): 80 км.

## История
Время появления этой марийской деревни  определить трудно, возможно, это первая половина XIX века, а возможно, и XVIII век. Деревня была образована при речке Усе, у впадения в нее совсем маленькой речушки Кургаш, на вотчинной земле башкир Каршинской волости. До второй половины XIX  века деревня относилась к Бирскому уезду., затем вошла в состав Надеждинской волости Уфимского уезда. Во второй половине XIX века было образовано одноименное сельское общество, но надельная земля находилась в общем владении с деревнями Биштиново и Иликово. 
В 1870 году в деревне Кургаш-Тамак насчитывалось 16 дворов и 92 человека, в 1895 - 32 и 186.
В 1917 году насчитывалось 43 домохозяйства и 237 человек - все марийцы. К этому времени в деревне  функционировала школа, учителем в ней работал Малофеев. 
С советских времен деревня входит в состав Октябрьского сельсовета (в 1937-1963 гг. в составе Покровского района БАССР). Во время коллективизации в деревне был образован колхоз "Волганче", просуществовавший до начала 1950-х. В 1950-е годы деревня вошла  колхоз "Жданова", в 1957 - в совхоз  "Полянский". В настоящее время деревня находится на грани исчезновения.

## Население
| 2002 | 2009 | 2010 |
| ---- | ---- | ---- |
| 13   | ↘11  | ↘8   |

Согласно переписи 2002 года, преобладающая национальность — марийцы (92 %).
В 1939 году в деревне проживал 171 человек, в 1969-162, в 2010 - только 8 постоянных жителей.